# Неочекивани живот
Неочекивани живот (енгл. Life Unexpected) америчка је телевизијска серија која је емитовала две сезоне од 2010. до 2011. на ЦВ. Креатор серије је Лиз Таиглар, која је такође и извршни продуцент са Геријем Филдером и Џенет Лихи, са главним улогама које тумаче Брит Робертсон, Шири Еплби, Кристофер Полаха и Кер Смит.
Смештена у Портланд, серија прати Лакс Кеседи, тинејџерку коју су родитељи напустили по рођењу и која је провела свој живот у хранитељској породици, која проналази своје биолошке родитеље, Нејта Безли и Кејт Кеседи. У жељи да се ослободи, Лакс је уместо тога предата у притвор.
Иако је Неочекивани живот добио позитивне критике, гледаност није била велика због чега је серија отказана 2011. од стране ЦВ. Серија је изашла путем DVD издања и доступна је на стриминг сервисима као што су Нетфликс и Амазон видео.

## Синопсис
Лакс Кеседи (Брит Робертсон) је већ скоро читавог живота прозила кроз систем хранитељства. Кејт Кеседи (Шири Еплби) родила ју је са 16 година, али ју је дала на усвајање након што је социјална служба обећала да ће њено дете бити брзо усвојено. Међутим, беба је имала проблеме са срцем (дефект вентрикуларне септалне) и требало је безбројне операције, тако да није била пожељан кандидат за усвајање и завршило у систему хранитељства и групним домовима.
Непосредно пре њеног 16. рођендана, Лакс тражи да суд постане еманципација малолетника, али сазнаје да мора да добије потписе од својих непознатих родитеља. Они проналазе њеног оца, Нејта Безлија који управља отвореним баром у згради коју му је дао отац. Бејз живи као обрастао братанац изнад бара са два цимера: његов најбољи пријатељ из детињства Мет (Остин Безис), учитељ средње школе; и Џејми (Реџи Остин), који такође ради у бару. Међутим, чак и када потпише папире, Бејз открива да се већ спаја са својом новостеченом кћерком и схвата да има његове очи.
Бејз доводи Лакс својој мајци Кејт Кеседи, ко-домаћин емисије „Јутарње лудило” на радио станици Портланд К-100 и Бејзовој некадашњој вези на једну ноћ из средње школе. Лакс је слушала Кејтин глас на радију онолико дуго колико се може сетити, тако да осећа тренутну везу са мамом коју је никада није упознала. Бејз узима Лакс да се сретне са Кејт, која је шокирана и тужна када сазна да је Лакс одрастала у хранитељској породици уместо у правом усвојилачком дому за који су јој обећали да ће имати њену бебу и нерадо се посвећује својој ћерки. На крају Кејт жели да буде дио Лаксиног живота и она показује да јој је заиста стало.
Када судија одлучи да Лакс није спремна за еманципацију и неочекивано одобри привремено старатељство над Лакс Бејзу и Кејт, они се слажу да покушају да пређу неугодност. Због њеног радијског посла и прикладне куће, Кејт добија старатељство над Лакс и Рајан Томас (Кер Смит), њен партнер радио емисије и вереник, такође везан за Лакс, понекад може боље доћи до ње од родитеља, јер се суочава са проблемима сличним њеним.
Како се серија равија, Бејз постаје одговорнији и ради напорније како би бар и стан у поткровљу био прикладнији, тако да је погодно да Лакс остане са њим понекад; на крају он одлаже угао поткровља за своју спаваћу собу. Њихова блиска веза постаје боља, како би Блејз доказао да може пружити подршку и љубав Лакс. Што се Кејт тиче, она стално разочарава Лакс, али она добро зна, док Елис (Ерин Карплук), продуценткиња њене радио емисије, често служи као њена неопходна особа.
Рајан раскида са Кејт, али на крају се мире и настављају веридбу. Он почиње да разговара са Бејзом након што су њих двојица попили пиће, док Блејз објашњава да је он повезан са Кејт само зато што је Лаксин отац. Али како се серија наставља, Бејз и Рајан постају добри пријатељи.
Бејзов бар је у власништву његовог оца Џека (Робин Томас), који Бејза сматра разочарењем, али у каснијим епизодама донекле омекша због доласка Лакс у њихове животе. Бејз је касније купио бар. Такође се појављује и Кејтина мајка која се развела четири пута и која је убедила Кејт да се одрекне Лакс; и Бејзова разборита мајка Елен (Сузан Хоган). Обе ће заволети Лакс када се сретну са њом, мада се чини да Елен има јачу везу са њом.
Лакс је похађала средњу школу Лонгфелоу, напорну школу у Портланду, али ју је Кејт уписала у Вестмонт школу, коју су похађали она, Бејз и Мет и институцију у којој Мет тренутно предаје. Испрва се разбеснео, Лакс се убрзо прилагођава и спријатељује, међу њима и популарни Џоунс Мегер (Остин Батлер) који је квотербек као и њен отац. У међувремену, она се пита како се пријатељи из њеног старог живота могу уклопити у њен нови. Таша Сивац је била њена најбоља пријатељица од своје седме године (упознале су се у Санивејлу, дому за неговање), Лакс се нада да ће остати у контакту са њом, са својим дечком Гевином и са Лаксиним првим дечком Багом, који је имао проблема са законом; ово би могло да угрози Лаксин нови живот са Бејзом и Кејт. Дугогодишњи социјални радник Лакс, Ферн Редмунд, помаже Кејт и Бејзу да врате своја родитељска права и помогне им да постану званична породица. Ферн тако постаје породични пријатељ.
Лук упознаје младића, Ерика Данијелса, у Бејзовом бару; након што оде на састанак са њим, открива да је он њен нови учитељ. Друга сезона бави се овом афером, која се завршава када Ерик напусти град када Кејт и Бејз запрете да ће позвати полицију ако не поднесе оставку и напусти Портланд; Кејтин и Рајанов нови брак; и Бејзов однос са колегицом Емом Бредшау која има сина, Сема. Касније Таша постаје део живота породице након што се сама удаљи. Баг и Гевин нестају, Баг је напустио град након што је Лакс одбила брак са њим.
Кејт је побацила своје дете са Рајаном због стања које је развила након што је имала Лакс. Када би икада створила снажнију везу између мајке и кћери, а Лакс коначно схвата да она има праву маму која је воли и не допушта да јој било шта или било ко науди. Након што се скоро препустио жељи, Бејз се раскида са Емом након што је научио од Лакс да је Ема имала аферу са његовим оцем. Није се догодило када је Бејз излазио са њом, али то је значило да је његов отац варао мајку и одлучио је да никада не може бити са Еом без размишљања о свом оцу.
Серија затим приказује две године касније у Лаксином и одржава говор на њиховом дипломирању. Откривено је да су Рајан и Џулија заједно и имају младог сина из њихове афере, као и да су Бејз и Кејт коначно заједно као пар. Мет и Елис су у браку. Такође Џоунс љуби Лакс, откривајући да завршавају заједно, а Таша је срећна због њих. На крају, породица и пријатељи се заједно фотографишу.

## Улоге
| Глумац          | Улога               |
| --------------- | ------------------- |
| Брит Робертсон  | Лакс Кеседи         |
| Шири Еплби      | Кејт Кеседи         |
| Кер Смит        | Рајан Томас         |
| Остин Безис     | Метју „Мет” Роџерс  |
| Ксенија Соло    | Наташа „Таша” Сивац |
| Ема Колфилд     | Ема Бредшоу         |
| Аријел Кебел    | Пејџ                |
| Остин Батлер    | Џоунс Меџер         |
| Луција Волтерс  | Ферн Редмунд        |
| Ерин Карплук    | Елис                |
| Рафи Геврон     | Боби „Баг” Гутри    |
| Саун Сипос      | Ерик Данијелс       |
| Лендон Либорион | Сем                 |
| Реџи Остин      | Џејми               |

## Епизоде
| Сезона | Сезона | Број епизода | Премијерно емитовање | Премијерно емитовање |
| Сезона | Сезона | Број епизода | Почетак емитовања    | Завршетак емитовања  |
| ------ | ------ | ------------ | -------------------- | -------------------- |
|        | 1      | 13           | 18. јануар 2010.     | 12. април 2010.      |
|        | 2      | 13           | 14. септембар 2010.  | 18. јануар 2011.     |